# Турчек (водосховище)
Турчек (Turček) — водосховище на річці Турець; місце розташування — округ Турчянські Теплиці.
Площа — 0,54 км2; знаходиться біля села Турчек. Побудоване в 1993—1996 роках..